# سیارک ۳۰۴۴۱
سیارک ۳۰۴۴۱ (به انگلیسی: 30441 Curly، نامگذاری:2000MX) سی هزار و چهارصد و چهل و یکمین سیارک کشف شده‌است که در ۲۴ ژوئن ۲۰۰۰ کشف شد.